# Албанці (Болгарія)
Алба́нці (болг. Албанци) — село в Кирджалійській області Болгарії. Входить до складу общини Джебел.

## Населення
За даними перепису населення 2011 року у селі проживали 4 особи, усі — турки.
Розподіл населення за віком у 2011 році:
Динаміка населення: